# Orsonwelles macbeth
Orsonwelles macbeth är en spindelart som beskrevs av Gustavo Hormiga 2002. Orsonwelles macbeth ingår i släktet Orsonwelles och familjen täckvävarspindlar. Inga underarter finns listade i Catalogue of Life.